# Wayback Burgers
Jake's Franchising LLC, marknadsför sig som Wayback Burgers, är en amerikansk multinationell snabbmatskedja som säljer främst hamburgare men även friterade kycklingbitar, iste, läsk, lökringar, milkshakes, nachos, pommes frites, potatischips, sallader, smörgåsar och varmkorvar. I augusti 2020 hade de restauranger i 30 amerikanska delstater plus Washington, D.C. samt i länderna Brunei, Irland, Kanada, Malaysia, Marocko, Nederländerna, Pakistan, Saudiarabien, Sudan och Sydafrika.
Snabbmatskedjan grundades 1991 som Jake's Burgers alternativt Jake's Hamburgers i Newark i Delaware av John Carter. 2006 började man sälja franchiserätter till restaurangkedjan. 2010 bytte restaurangkedjan namn till Jake’s Wayback Burgers medan 2014 bytte man till sitt nuvarande namn. Man inledde internationell expandering med att öppna restaurang i Argentina. 2016 var företaget intresserad att göra en börsintroduktion, men fullföljde dock inte planerna.
Huvudkontoret ligger i Cheshire i Connecticut.